# ペンタカルボニル鉄
ペンタカルボニル鉄 (英: pentacarbonyliron)、または単に鉄カルボニル (英: iron carbonyl) は、化学式が Fe(CO)5 と表される鉄の錯体である。標準状態で刺激臭をもつ淡黄色のさらさらした液体。有機合成において有用な、多くの鉄化合物の前駆体である。一酸化炭素と鉄の微粉末から合成される。安価に購入可能である。

## 性質
ペンタカルボニル鉄はホモレプティックな、つまりすべての配位子が同じ金属カルボニルである。ホモレプティックな金属カルボニルには、他に八面体形の Cr(CO)6 や 四面体形の Ni(CO)4 などがある。ほとんどの金属カルボニルは18電子則を満たす。Fe(CO)5 は、Fe の8個の価電子と CO によって供与される5対の電子対によってこれを満たしている。対称的な構造と電気的中性なことを反映して Fe(CO)5 は揮発性であり、最も頻繁に出会う液体の金属錯体の1つである。Fe(CO)5 は、エカトリアル位に3つ、アキシアル位に2つの合計5つの CO 配位子に Fe 原子が囲まれた三方両錐形構造で、Fe-C-O 結合は線形である。
Fe(CO)5 は、NMRタイムスケールでのベリー擬回転によってアキシアル位とエカトリアル位の CO が素早く入れ替わっているため、典型的な揺動分子である。非等価な CO 位置の素早い交換のために、13C NMR スペクトルはただ1つのシグナルを示す。
しばしばペンタカルボニル鉄の分解によってつくられる高純度鉄、カルボニル鉄と混同されることがある。

## 他の鉄カルボニルの合成
Fe(CO)5 は、1891年にルードウィッヒ・モンドとカール・ランガーによって“淡黄色のいくぶん粘性のある液体”とジャーナルに報告された。このサンプルは、酸化物を含まない超微粒子状の鉄粉末を、室温において一酸化炭素で処理することによって得られた。
Fe(CO)5 の光分解によって得られた橙色固体 Fe2(CO)9 もモンドによって報告された。Fe(CO)5 を加熱すると、少量が緑色固体の金属クラスター Fe3(CO)12 に変化した。しかし、単純な熱分解は実用的な合成法とは言えない（下記参照）。
鉄カルボニル類はそれぞれ全く別の反応性を示す。

## 重要な反応

### CO 置換反応
何千種類もの化合物が Fe(CO)5 から得られる。ルイス塩基 L による CO の置換によって、誘導体 Fe(CO)5-xLx が生じる。よく使われるルイス塩基としてはイソシアニド、第三級ホスフィン、アルシン、アルキンなどがある。通常これらの配位子は1つまたは2つの CO 配位子と置換するが、PF3 やイソシアニドのような特定のπ-アクセプター配位子は、CO を4置換、5置換できる。これらの反応は、触媒または光によって引き起こされる。実例としては、ビス(トリフェニルホスフィン)錯体 Fe(CO)3(P(C6H5)3)2 の合成がある。この合成は光化学的に達成されるが、NaOH や NaBH4 を加えることによっても引き起こされる。触媒は CO 配位子を攻撃し、それは置換のための別の CO を不安定化する。Fe(CO)4L の求電子性は Fe(CO)5 のそれより小さい。そのため、求核触媒は Fe(CO)5 を攻撃して遊離させる。

### 酸化と還元
ほとんどの金属カルボニルはハロゲン化することができる。Fe(CO)5 をハロゲンで処理することで、ハロゲン化物 Fe(CO)4X2 (X = Cl, Br, I) が得られる。これらの化学種を加熱すると、CO を失って塩化鉄(III)のような単純な鉄のハロゲン化物を生じる。
Fe(CO)5 を金属ナトリウムで還元することで、コールマン試薬とも呼ばれる“テトラカルボニル鉄(-II)酸塩”、Na2Fe(CO)4 が得られる。このジアニオン Fe(CO)42- は Ni(CO)4 と等電子的だが、求核性が高い。

### 酸塩基反応
Fe(CO)5 は容易にはプロトン化されないが、水酸化物によって攻撃される。Fe(CO)5 を水溶性塩基で処理することで [HFe(CO)4]- が生じ、これを酸化することで Fe3(CO)12 が得られる。[HFe(CO)4]- の溶液を酸性化することで H2Fe(CO)4 が生じる。これは最初に報告された金属水素化物であった。

### ジエン錯体
ジエンは Fe(CO)5 と反応して Fe(CO)3(diene) を与える。Fe(CO)5 中の2つの CO 配位子は2つのオレフィンによって置換される。多くのジエンがこの反応を受け、とりわけノルボルナジエンや1,3-ブタジエンで顕著である。特に歴史的に重要な誘導体の1つがトリカルボニルシクロブタジエン鉄 Fe(CO)3(C4H4) で、遊離のシクロブタジエン C4H4 は不安定である。最も注目されているのはシクロヘキサジエンの錯体で、その親有機体1,4-ジエンはバーチ還元によって合成可能である。1,4-ジエンは錯形成により1,3-ジエンに異性化する。
Fe(CO)5 はジシクロペンタジエンと反応して Fe(C5H5)2(CO)4 となる。“Fp ダイマー”と呼ばれるこの化合物は、反応性はいずれにも似ていないが、フェロセンと Fe(CO)5 のハイブリッドであるとみなすことができる。

## 他の利用
かつてヨーロッパでは、ガソリンのアンチノック剤としてテトラエチル鉛の代わりにペンタカルボニル鉄が使われた。現在の最新の燃料添加剤は、フェロセンとトリカルボニル(シクロペンタジエニル)マンガン(I)である。また、ペンタカルボニル鉄から作られる超微粒子状の鉄粉末“カルボニル鉄”が、テレビやラジオの高周波コイルの磁性コアや、いくつかのレーダー吸収材料の有効成分の製造に用いられる。ペンタカルボニル鉄は、各種の鉄ベースのナノ粒子合成における原料となる化学物質として有名である。
ペンタカルボニル鉄は、酸素炎中で強力な燃焼抑制剤であることが発見された。数百ppmのペンタカルボニル鉄を添加するだけで、化学量論のメタン-酸素炎の火炎速度を50 %抑制することが知られている。しかし、その毒性のために難燃剤としては広くは使われなかった。

## 毒性と危険
Fe(CO)5 は有毒であり、この揮発性の高さ（蒸気圧：21 mmHg at 20 °C）のためにその毒性は重要性を持つ。ペンタカルボニル鉄を吸入すると、肺を刺激し、中毒性肺炎、あるいは肺水腫を起こす可能性がある。しかしながら、毒性はテトラカルボニルニッケルほど高くない。
他の金属カルボニルと同様に Fe(CO)5 は可燃性である。